# Second Morning
„Second Morning“ е вторият албум на японската група Morning Musume издаден на 28 юли 1999 година от Zetima Records. Албумът достига 3-та позиция в японската класацията за албуми. Албумът е с общи продажби от 428 990 копия в Япония.

## Списък с песните
1. „Night of Tokyo City“ – 4:11
2. „Manatsu no Kōsen (Vacation Mix) (真夏の光線 (Vacation Mix), A Ray of Light in Midsummer)“ – 5:06
3. „Memory Seishun no Hikari (Memory 青春の光, Memory: The Light of Youth)“ – 5:05
4. „Suki de x5 (好きで×5, I Love You ×5)“ – 4:37
5. „Furusato (ふるさと, Hometown)“ – 5:18
6. „Daite Hold on Me! (N.Y.Mix) (抱いてHold on Me! (N.Y.Mix), Hold Me, Hold On Me!)“ – 4:23
7. „Papa ni Niteiru Kare (パパに似ている彼, He Who Looks Like Dad)“ – 4:42
8. „Senkou Hanabi (せんこう花火, Toy Fireworks)“ – 4:33
9. „Koi no Shihatsu Ressha (албумна версия) (恋の始発列車 (албумна версия), Love's First Train)“ – 4:26
10. „Otome no Shinrigaku (乙女の心理学, A Girl's Psychology)“ – 3:34
11. „Never Forget (Large Vocal Mix)“ – 4:32
12. „Da Di Du De Do Da Di! (ダディドゥデドダディ!)“ – 5:56